# Drafi Deutscher
Drafi Richard Franz Deutscher (Berlino, 9 maggio 1946 – Francoforte sul Meno, 9 giugno 2006) è stato un cantante, compositore e produttore discografico tedesco di probabile origine ungherese, rom e sinti, dedito, dall'inizio degli anni sessanta fino alla morte, al genere noto in Germania come "Schlager".

## Biografia

### Una carriera di successo
Forse figlio d'arte (secondo quanto da lui stesso dichiarato, sarebbe stato discendente di una famiglia di musicisti ungheresi: suo prozio sarebbe stato Emmerich Kálmán e suo padre un pianista ungherese di nome Dráfi Kálmán, omonimo di un noto compositore, che peraltro avrebbe presto abbandonato la famiglia), pubblicò circa una trentina di album, (alcuni dei quali insieme a gruppi o progetti musicali come Mixed Emotions, Wir e Masquerade) e scrisse oltre 200 canzoni per cantanti tedeschi, inglesi, irlandesi e statunitensi.

Tra le sue composizioni più famose, figurano Belfast (affidata ai Boney M), Marmor, Stein und Eisen bricht che arriva prima in Germania per sei settimane, prima in Austria e terza nei Paesi Bassi e soprattutto Guardian Angel, incisa nel 1983 dallo stesso Drafi Deutscher sotto lo pseudonimo di Masquerade e nota anche nella versione in tedesco intitolata Jenseits von Eden, interpretata da Nino De Angelo (che incise lo stesso brano anche in italiano con il titolo La valle dell'Eden).
In varie produzioni, appare sotto diversi pseudonimi (se ne contano circa una quarantina), quali: Dr. Deutscher, Mr. Walkie Talkie, Erus Tsebehtmi, Jack Goldbird, Kurt Gebegern, Lars Funkel, Dave Bolan, Renate Vaplus, Baby Champ, Big Wig Wam, Ironic Remark, ecc.:
Nel 1964 il singolo Shake Hands raggiunge la prima posizione in Germania per due settimane.
Nel 1965 il singolo Heute male ich dein Bild, Cindy Lou raggiunge la prima posizione in Germania per tre settimane e la quinta posizione in Austria.

### I problemi di salute e la morte
I problemi di salute di Drafi Deutscher, iniziano già nel novembre del 1998, quando il cantante ha due malori nel giro di tre giorni (19 e il 22 novembre): all'artista viene diagnosticata una forma di diabete.
Il 21 maggio 2006, due settimane dopo aver festeggiato il suo 60º compleanno e l'uscita della raccolta in tre CD Diesseits von Eden – Die große Drafi Deutscher Hit-Collection, il cantante ha un collasso e viene trasportato in ospedale, dove gli viene diagnosticata un'infiammazione a entrambi i polmoni, a cui vanno ad aggiungersi problemi cardiaci e disfunzioni del fegato e renali.
A fine mese, con l'aggravarsi delle sue condizioni, Drafi Deutscher viene trasportato in una clinica di Francoforte sul Meno, dove viene tenuto in stato di coma farmacologico.

Drafi Deutscher muore intorno alle 8.30 della mattina del 9 giugno 2006 per un arresto cardio-circolatorio. L'annuncio del decesso viene dato ufficialmente dal manager dell'artista, Gebhard Rothermich.
Dopo la sua morte, il lavoro per il nuovo album The Last Mile, la cui uscita era stata programmata per l'inizio del 2007, viene proseguito dai suoi figli, Drafi jr. e René.

## Discografia

### Cantante

#### Album (Lista parziale)
- 1964: Shake Hands! Keep Smiling!
- 1966: Drafi!
- 1971: Weil ich Dich liebe
- 1972: Die Welt von heut (con il gruppo "Wir")
- 1973: Gute Tage & schlechte Tage
- 1977: Happy Rummel Music (come "Mr. Walkie Talkie")
- 1981: Lost in New York City
- 1982: Drafi
- 1984: Jenseits von Eden
- 1984: The Sound of Masquerade (come "Masquerade")
- 1985: Krieg der Herzen
- 1986: Gemischte Gefühle
- 1987: Deep from the Heart (con i Mixed Emotions)
- 1987: Diesmal für immer
- 1988: Just For You (Mixed Emotions)
- 1988: Steinzart – Die besten Jahre
- 1989: Lost in New York City (remix)
- 1989: Über Grenzen geh'n
- 1991: Side by Side (con Andreas Martin nella formazione New Mixed Emotions)
- 1992: Wie Ebbe und Flut
- 1996: So viele Fragen
- 1998: Zukunft
- 1999: We Belong Together (Mixed Emotions)
- 2002: Wer war Schuld daran?
- 2006: Diesseits von Eden – Die große Drafi Deutscher Hit-Collection
- 2007: The Last Mile (postumo)
- 2008 Drafi (ripubblicazione dell'album del 1982 con sei bonus tracks)

#### Singoli (Lista parziale)
- 1963: Kleine Peggy-Lou / Grün, Grün ist Tennessee
- 1968: Alice im Wunderland / Rock 'N' Roll Lady
- 1969: Don Quichotte
- 1970: So viel Glück müsste man haben / An der Ampel bei Rot
- 1974: Little Darling Dana / Das ist Rock 'n' Roll Musik
- 1976: Amigo Mine / Try Me
- 1980: Marmor, Stein und Eisen Bricht / Shake Hands
- 1987: Sensuality
- 1987: Das 11. Gebot
- 2000: Wer war schuld daran?

### Compositore (Lista parziale)
- Belfast, cantata dai Boney M
- Jenseits von Eden , cantata da Nino De Angelo
- Mama Leone (cantata da artisti vari)
- Marmor, Stein und Eisen bricht
- Sensuality